# Anais (Kartoffel)
Anais ist eine frühe bis sehr frühe Kartoffelsorte.
Sie ist eine Kreuzung aus Monalisa X Lizen. Züchter ist Grocep/Semagri aus Lelystad. Die Knollen besitzen eine rundovale Form, sie haben eine auffallend gleichmäßig helle und glatte Schale, flache Augen und eine gelbe Fleischfarbe. Sie gehört zum Kochtyp B, also vorwiegend festkochend. Sie ist resistent gegen Nematoden vom Biotyp Ro1.
Ihr Laubwuchs ist gering, wodurch Landwirte regelmäßig an ihrer Ertragsfähigkeit zweifeln. Der Knollenansatz ist gering. Als Folge werden die wenigen Knollen entsprechend ausgebildet, so dass schon zu frühen Terminen marktfähige Ware zur Verfügung stehen kann. Voraussetzung hierfür ist jedoch eine intensive Keimstimulierung. Auf trockenen Standorten bringt sie nur unterdurchschnittliche Erträge.